# Vorstimäe
Vorstimäe es una aldea ubicada en el municipio de Rõuge, en el condado de Võru, Estonia. Tiene una población estimada, en 2021, de menos de 4 habitantes.
Está ubicado al sur del condado, cerca del Suur Munamägi —el punto más alto del país, con 318 metros—, del lago Rõuge Suurjärv y de la frontera con Letonia y Rusia.